# Erithalis angustifolia
Erithalis angustifolia är en måreväxtart som beskrevs av Dc.. Erithalis angustifolia ingår i släktet Erithalis och familjen måreväxter. Inga underarter finns listade i Catalogue of Life.